# Байи, Этьен-Марин
Этьен-Марин Байи (фр. Étienne-Marin Bailly, Блуа 1796—1837) — французский врач и физиолог, друг и сотрудник французского философа Сен-Симона; филэллин; был послан в восставшую Грецию «Филэллинским комитетом Парижа» в годы Освободительной войны Греции и внёс заметный вклад в медицинскую систему возрождающейся страны.

## Биография
Этьен Байи родился в 1796 году в городе Блуа французского департамента Луар и Шер.
Получил медицинское образование. Работал в Италии, был автором книг по медицине.
В последние годы жизни Сен-Симона был в числе близких друзей и сотрудников философа. В качестве физиолога, вместе с Сен-Симоном, поэтом Леоном Галеви, адвокатом Дювейрье и другими, подготовил «Рассуждения литературные, философские и промышленные» (Opinions litteraires, philosophiques et industrielles, 1825), где каждый из них развивал ту часть доктрины учителя, которая относилась к его профессиональной области.
Во время похорон Сен-Симона Байи произнёс траурную речь.
По образному выражению греческой исследовательницы Д. Провата, «Байи был причастен к двум мощнейшим идеологическим течениям первой половины 19-го века — сенсимонизму и филэллинизму»;
Греческая революция, разразившаяся в 1821 году, нарушала статус-кво, установленный монархиями Священного союза, но находила сочувствие и поддержку в либеральных кругах Европы.
Байи состоял в «Филэллинском комитете Парижа».
«Комитет» послал из Марселя сражающейся Греции 4 корабля (сентябрь 1825 года, январь, март и июль 1826 года) с грузами оружия, боеприпасов, артиллерийского оборудования, обмундирования, обуви.
Тридцатилетний Байи сопроводил в Грецию груз 1825 года.
Его миссией было упорядочить снабжение медикаментами и создать службу здравоохранения;
При содействии своего племянника, доктора Феликса Блондо (Félix Blondeau), он использовал лекарства как в военной так и в гражданской медицине. Его пребывание на Пелопоннесе продлилось до 1829 года.
Байи не был первым в своей инициативе.
По крайней мере два других врача предшествовали ему: в 1823 году, англичанин Юлиус Миллинген (Julius Millingen), посланный комитетом Лондона, и в начале 1825 года, американец Самуэл Хауи.
В декабре 1826 года, швейцарский банкир и филэллин Жан Габриэль Эйнар послал на остров Идра женевского врача Луи-Андре Госсе (Louis-André Gosse), который остался в Греции до 1829 года.
В то же время, Эйнар поручил Gosse, Байи и баварскому полковнику Heideck организовать, совместно с греческими адмиралами Миаулисом и Томбазисом, два комитета — один в городе Нафплион, другой на Идре — ответственных за распределением продовольствия, посланного военным и гражданскому населению филэллинскими комитетами.
Это было необходимо для справедливого распределения и во избежание его потерь или хищений.
Ситуация с продовольствием была критической, в особенности после разорения Мореи турецко-египетскими войсками Ибрагима-паши.
Однако современный английский историк William St. Clair утверждает, что Байи негативно относился к возможному баварскому участию в греческих делах.
Во время своего пребывания в Греции, Байи организовал уход за больными греками и филэллинами и попытался распространить западную практику здравоохранения. Получив имя «новый Гиппократ», за оказанные услуги, он стал натурализованным греком, по единогласному решению Национального собрания в Трезене в 1827 году. Он был приглашён несколько раз стать врачом в армии, но остался в Нафплионе, которому угрожала чума, и стал членом городского совета здравоохранения. После нескольких контактов с членами французского экспедиционного корпуса, высадившегося на Пелопоннесе в августе 1828 года, он покинул страну (в конце октября 1829 года) и направился в Константинополь, прежде чем вернуться во Францию.
В 1831 году он издал во Франции книгу «Документы относящиеся к современному состоянию Греции» (Documents relatifs à l'état présent de la Grèce).
Этьен-Марин Байи умер во Франции в 1837 году.